# 대한항공 803편 추락 사고
대한항공 803편 추락사고는 1989년 7월 27일 대한민국 김포국제공항을 이륙, 태국 방콕 돈므앙 국제공항과 사우디아라비아 제다를 거쳐 리비아 트리폴리에 도착할 예정이던 대한항공의 803편(DC-10-30 여객기)이 안개 등의 악천후로 인해 시야가 미확보된 상태에서 무리한 착륙을 시도하다가 추락해 총 79명(탑승객 75명, 지상 4명)이 사망한 사건이다.

## 사고 원인
기장 김호준(54)이 부기장 최재홍(57), 항공기관사 현규환(53)의 만류에도 불구하고 시계 240m의 짙은 안개 속에서 무리하게 착륙을 시도한 것이 사고의 원인이다.

## 사건 개요
승객과 승무원 200명을 태운 대한항공 DC-10-30 여객기가 한국시간을 기준으로 이 날 오후 2시 30분 경 추락하여 탑승객 중 75명이 사망했다.(리비아 현지 주민도 포함) 탑승객은 서아시아 현지에서 건설노동을 하는 노동자들이 대부분을 차지하고 있으며, 현대건설과 대우건설, 동아건설 (공영토건 포함) 등 총 150명이 탑승하였다.

## 탑승자 명단
대한항공 측이 밝힌 탑승객 명단은 이하 아래와 같다.
- 승객 : 182명 (외국인 탑승객 : 리비아인 7명, 일본인 3명)
- 승무원 : 18명

### 국적
- 대한민국 : 190명 (건설노동자, 승무원 구분은 다음과 같음)
  - 대한항공 승무원 : 18명
  - (주) 대우 : 71명
  - 동아건설 (공영토건 포함) : 64명
  - 현대건설 : 5명
  - 기타, 일반 : 32명
- 리비아 : 7명
- 일본 : 3명[3]

## 그 외
이 사고의 생존자 중 한 명인 현대건설 김윤규 전무는 당시 사고의 후유증으로 눈 근육이 떨리는 증상을 겪게 됐다.